# 奏事始
| 宮中祭祀の主要祭儀一覧             |
| 四方拝・歳旦祭                     |
| 元始祭                             |
| 奏事始                             |
| 昭和天皇祭（先帝祭）               |
| 孝明天皇例祭（先帝以前三代の例祭） |
| 祈年祭                             |
| 天長祭（天長節祭）                 |
| 春季皇霊祭・春季神殿祭             |
| 神武天皇祭・皇霊殿御神楽           |
| 香淳皇后例祭（先后の例祭）         |
| 節折・大祓                         |
| 明治天皇例祭（先帝以前三代の例祭） |
| 秋季皇霊祭・秋季神殿祭             |
| 神嘗祭                             |
| 新嘗祭                             |
| 賢所御神楽                         |
| 大正天皇例祭（先帝以前三代の例祭） |
| 節折・大祓                         |

奏事始（そうじはじめ）は、日本の伝統的な儀式。毎年正月の4日に行われる。この儀式では、天皇が新年を迎えるにあたり、伊勢神宮に関する政務を視察し、新年の幕開けを祝う。神宮伝奏と呼ばれる儀式が行われ、神宮の建設や神職の任命、官位などが報告され、天皇から承認される形で進められる。
奏事始は1月4日に執り行われ、掌典長が伊勢神宮や宮中の祭事について天皇に報告する。この行事は新年の計画と祭典の進捗状況を確認し、古来から続く伝統を象徴する。

## 歴史
神宮奏事始は室町時代に定着した行事である。明治時代まで太政官政府によって継続された。この儀式は日本の皇室と神道の伝統から生まれ、国家の平和と繁栄を願う重要な役割を果たしてきた。

## 意義
神宮奏事始は伊勢神宮への敬意表明であり、国家と人々の安全を願うと共に天皇と神社間の結びつきを象徴するものである。また伊勢神宮の地位や皇族崇拝でも特別な位置づけがある。